# Chieti
Chieti ([ˈkjeːti], früher Teati, T(h)eate) ist eine Universitätsstadt in der italienischen Region Abruzzen mit 48.532 Einwohnern. Die Stadt ist Hauptstadt der Provinz Chieti und Sitz des Erzbistums Chieti-Vasto.

## Geographie
Chieti liegt 15 Kilometer von der Adria entfernt in der Nähe des Flusses Pescara auf einem engen Gebirgsrücken, der sich entlang des Flusses erstreckt.
Der Ort besteht im Wesentlichen aus der Altstadt Chieti Alta, die auf dem Berg oberhalb des Pescara-Tals liegt, und der modernen Industrieansiedlung Chieti Scalo im Tal. Über eine Schnellstraße ist Chieti mit der Hafenstadt Pescara an der Adria verbunden.

## Geschichte
Nach dem Kriegseintritt Italiens im Juni 1940 errichtete das faschistische Regime in Chieti ein Internierungslager (campo di concentramento). Es befand sich in einem ehemaligen Kindergarten im Ortszentrum. Die Insassen waren entweder „feindliche Ausländer“ oder „ausländische Juden“. Das Lager wurde am 10. November 1940 geschlossen.

## Sehenswürdigkeiten
Der Stadtkern von Chieti Alta hat sein altes Aussehen bewahren können. Herausragendes Gebäude ist hier der Dom, der ursprünglich aus dem 13. Jahrhundert stammt, im Inneren aber barockisiert ist. Zudem ist auch die Prachtstraße Corso Marrucino von Bedeutung sowie das Museo Archeologico, in dem unter anderem eine 2,10 m hohe Kriegerstatue aus vorrömischer Zeit, der Krieger von Capestrano, zu sehen ist.

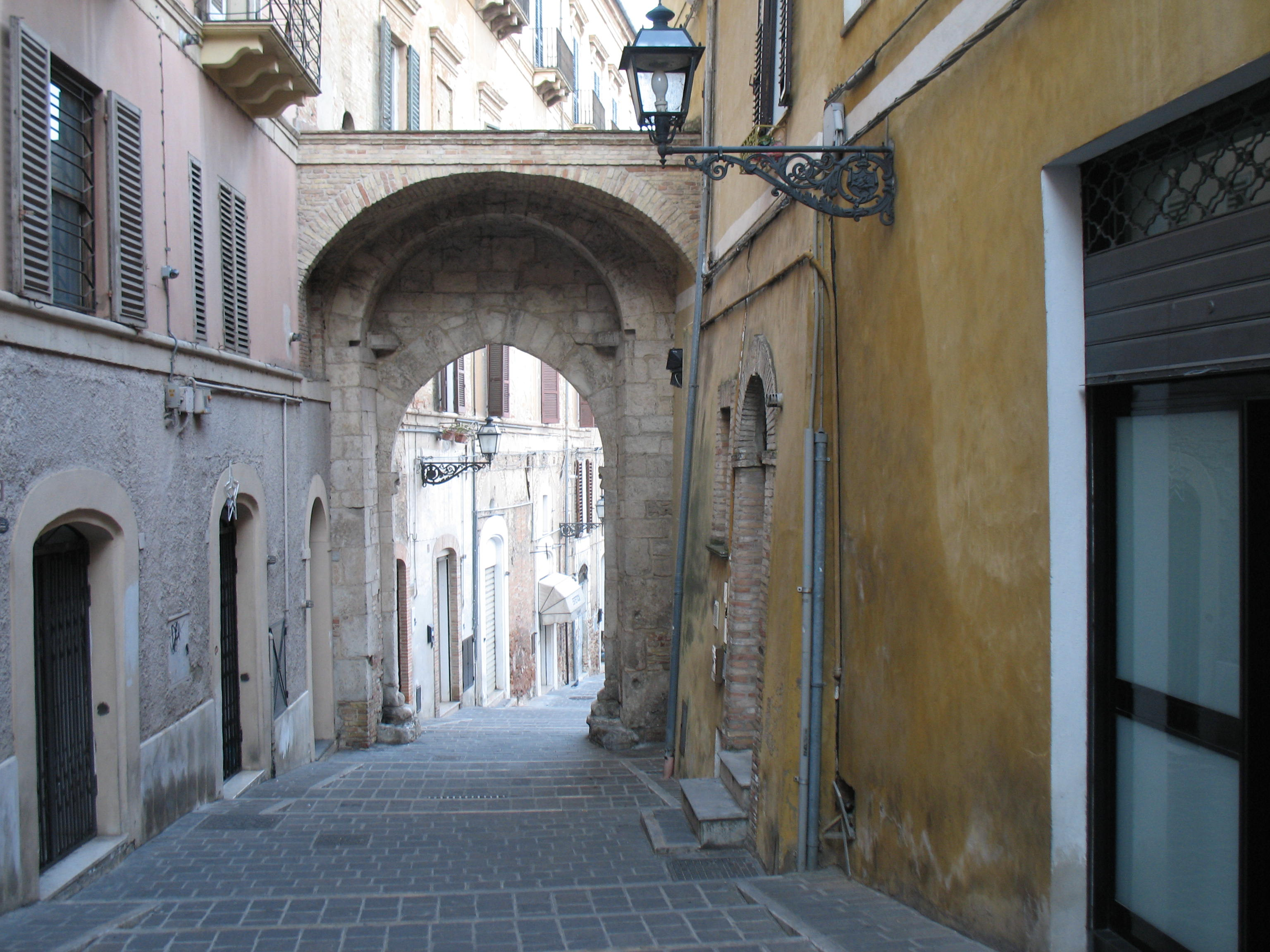
Porta Pescara
Campanile des Doms
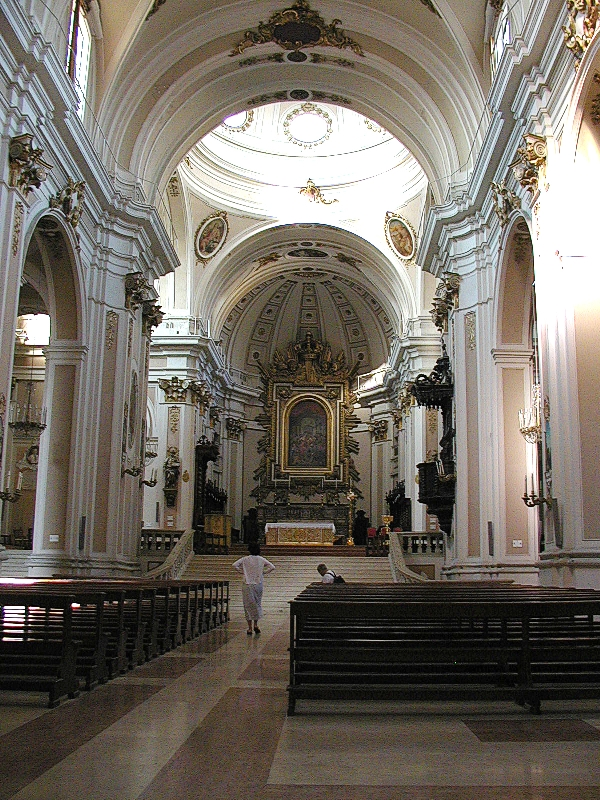
Der Dom von innen
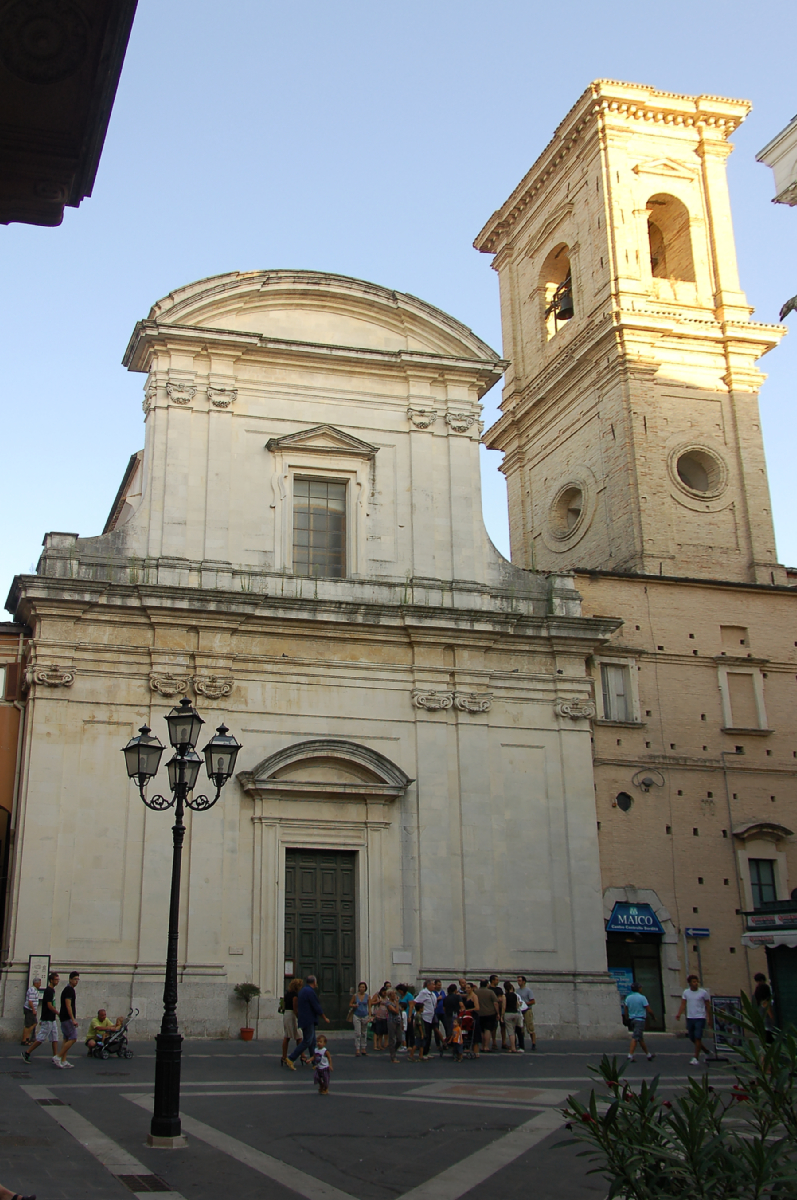
Kirche San Domenico
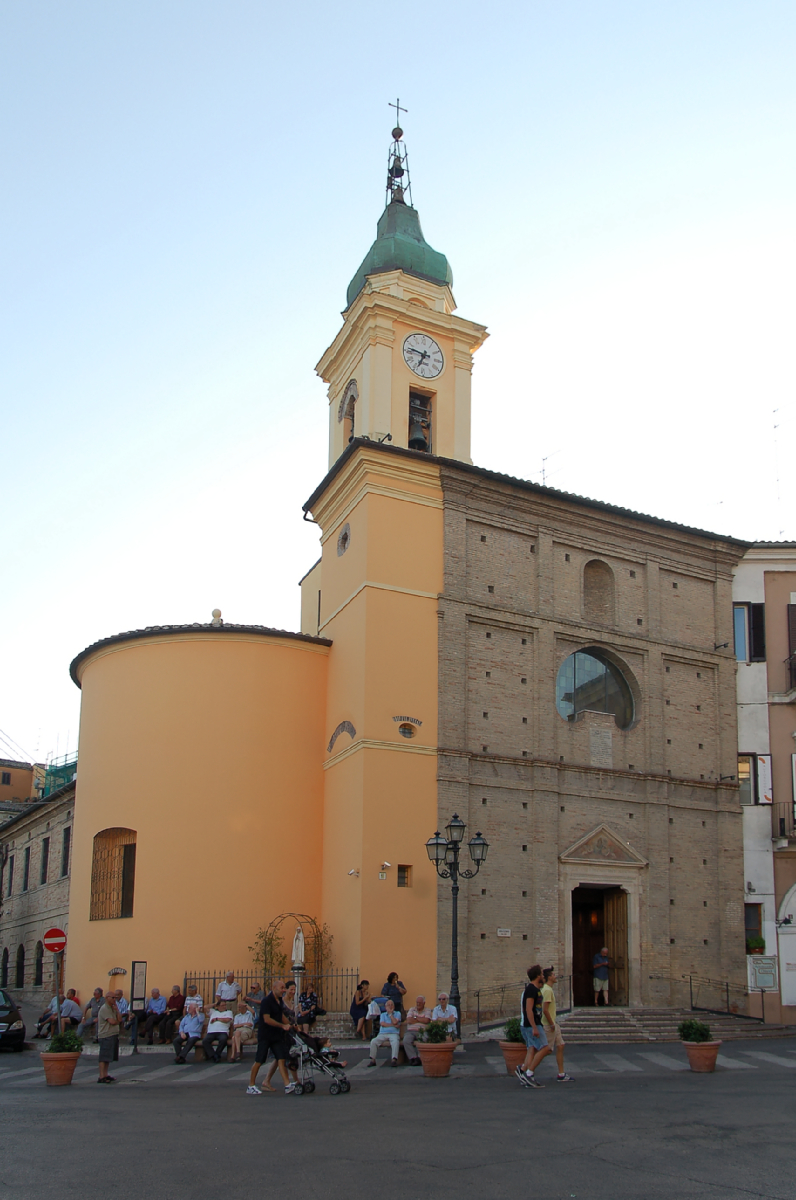
Kirche Santissima Trinità
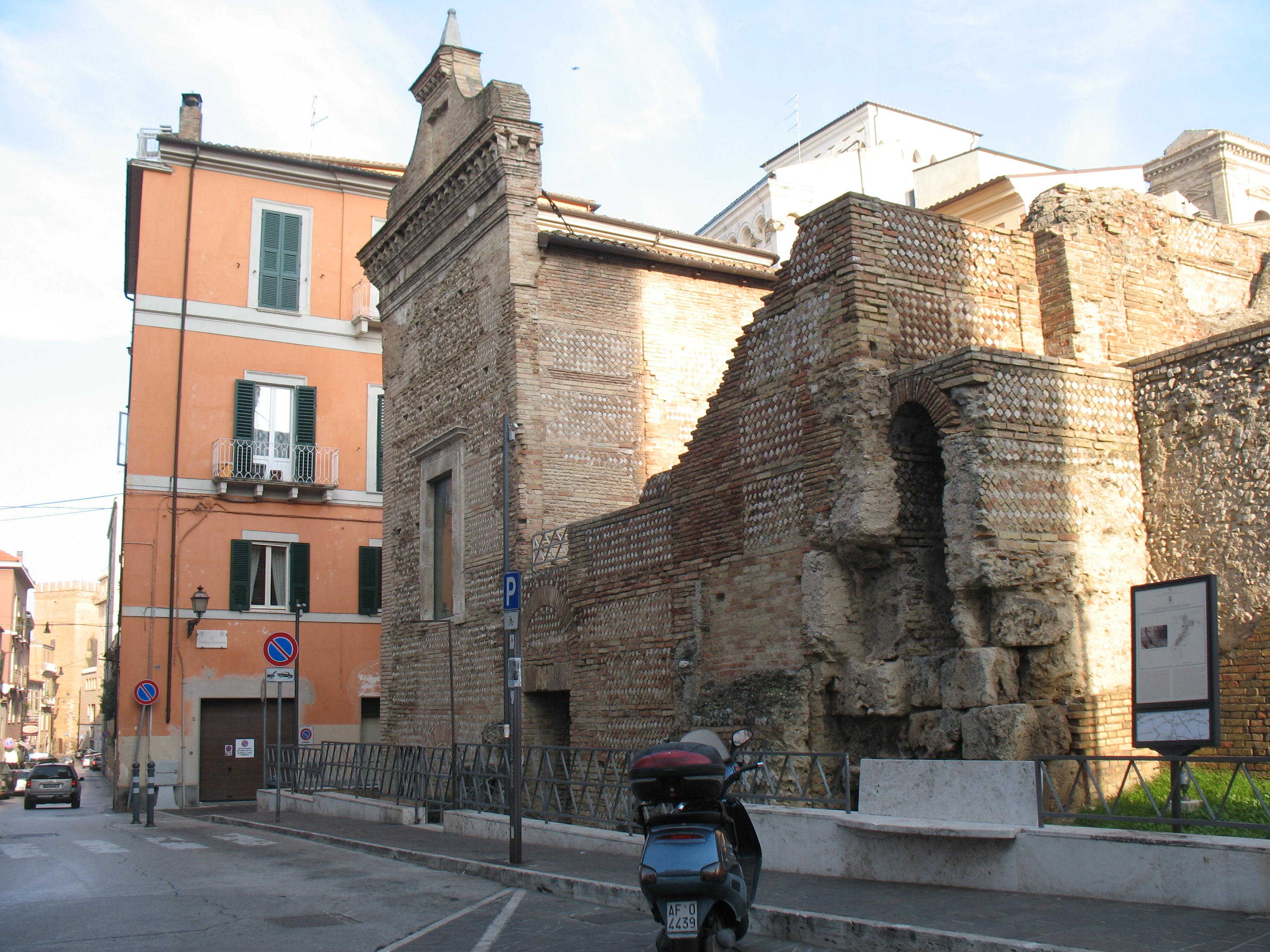
Römischer Tempel
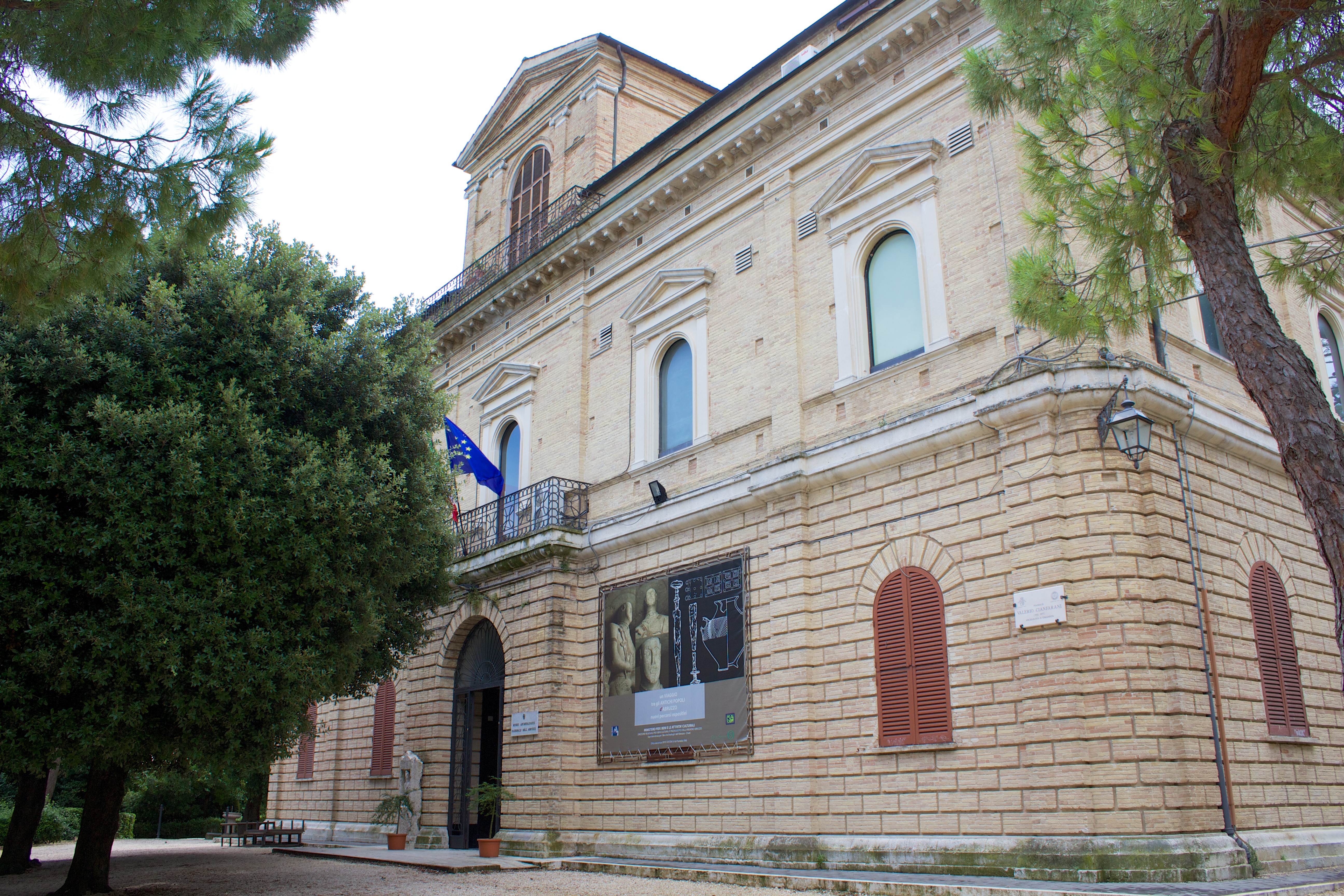
Archäologisches Nationalmuseum der Abruzzen

In Chieti befindet sich zudem der Hauptsitz der Universität Chieti-Pescara, der ein modernes Universitätsklinikum angeschlossen ist.

## Sport
Einige Spiele der Basketball-Europameisterschaft der Damen 2007 wurden in Chieti abgehalten.
Der örtliche Fußballverein Calcio Chieti spielt in der Saison 2022/23 in der viertklassigen Serie D. Die Heimspiele des Vereins werden im Stadio Guido Angelini ausgetragen.

## Wirtschaft
Die Sixty Group SpA, ein Modeunternehmen, bekannt durch Labels wie Energie, Miss Sixty und Killah, hat hier ihren Unternehmenssitz. In Chieti verkehrt der Oberleitungsbus Chieti.

## Weinbau
In der Gemeinde werden Reben der Sorte Montepulciano für den DOC-Wein Montepulciano d’Abruzzo angebaut.

## Persönlichkeiten
- Paul IV / Gian Pietro Carafa (1476–1559), Bischof von Chieti (1505–1518), Mitbegründer des Ordens der Theatiner (um 1524)
- Giovanni Battista Spinelli (1613–1658), Maler
- Ferdinando Galiani (1728–1787), Diplomat, Ökonom und Schriftsteller
- Giuseppe Liberali (erste Hälfte des 19. Jahrhunderts), Kapellmeister und Komponist
- Augusto Pierantoni (1840–1911), Jurist und Politiker
- Severino Di Giovanni (1901–1931), Anarchist
- Francisco Amicarelli (1905–1981), argentinischer Pianist und Musikpädagoge
- Nicolino di Camillo (1921–2015) eröffnete die erste Pizzeria in Deutschland, das Sabbie di Capri in Würzburg
- Luciano Odorisio (* 1942), Filmregisseur und Drehbuchautor
- Sergio Marchionne (1952–2018), Manager
- Monica Bacelli (* 1963), Opernsängerin
- Amedeo Pomilio (* 1967), Wasserballspieler
- Gianluca Capitano (* 1971), Bahnradsportler und zweifacher Weltmeister
- Lars Kraume (* 1973), deutscher Regisseur, Produzent und Drehbuchautor
- Alessia Barela (* 1974), Filmschauspielerin
- Stefano Mancinelli (* 1983), Basketballspieler
- Giacomo Zappacosta (* 1988), Fußballspieler
- Giulio Ciccone (* 1994), Radrennfahrer